# Ulrich Hotow
Ulrich  Adolf Ernst August Albert Hotow (* 12. September 1910 in Schwerin; † 16. Dezember 1943) war ein deutscher Maler und Grafiker.

## Leben
Ulrich Hotow war ein Sohn des Schutzmanns und späteren Kriminal-Sekretärs Richard Hotow und dessen Frau Elisabet, geb. Haase. Nach dem Abitur in seiner Heimatstadt begann er 1931 als Stipendiat der „Boldtschen Stiftung für mecklenburgische Künstler“ ein Studium bei Arthur Illies an der Hanseatischen Hochschule für Bildende Künstler Hamburg, 1932 wechselte er zu Walther Klemm an die Kunstakademie Weimar. Von 1933 bis 1936 folgten Studien in Freihandzeichnen bei Oskar Graf an der Technischen Hochschule München. Bis 1937 blieb er in München, nach einigen Monaten in Neubrandenburg wurde er dann in Rostock als Maler, Radierer und Holzschneider ansässig. Hotow malte vorwiegend Wandbilder, aber auch Porträts und Landschaften. Zudem war er Radierer und Holzschneider. Bereits ab 1939 zum Kriegsdienst im Zweiten Weltkrieg eingezogen, fiel er 1943.

## Ausstellungen
- 1939 war er auf der Ausstellung „Zeitgenössischer Mecklenburgische Maler“ im Mecklenburgischen Landesmuseum in Schwerin mit sieben Bildern vertreten.[2]
- 1976 wurden auf der Ausstellung „100 Jahre Mecklenburgische Malerei“ im Staatlichen Museum Schwerin drei seiner Werke gezeigt.[3]

## Werke (Auswahl)
- Diestel, 1932, Radierung
- Mecklenburgische Landschaft, 1934, Öl
- Nachtlager, 1935, Öl
- Wismarer Hafen, 1937, Öl
- Stadt Tessin, 1938, Öl
- Dachauerin, 1938, Kohle
- Schilfkolben, 1939, Farbige Kreide (alle 1939 ausgestellt)[2]
- Blick aus dem Fenster, 1932, Pappe, 91,2 × 54,5 cm, Inv. G 2927
- Mecklenburgische Winterlandschaft, 1934, 61 × 81 cm, Inv. G 2822
- Selbstbildnis, Leinwand, 97 × 75,5 cm, Inv. G 2921 (alle Staatliches Museum Schwerin)[3][4]
- Der Stabswachtmeister, Zeichnung; 1940 auf der Großen Deutschen Kunstausstellung in München[5]